# اتحاد جزر الكايمن لكرة القدم
تأسس اتحاد جزر كايمان لكرة القدم في عام 1966م وانضم إلى الإتحاد الدولي لكرة القدم في 1992م وإنضم إلى اتحاد أمريكا الشمالية لكرة القدم في 1992م.

## روابط إضافية
- Official website
- Cayman Islands at the FIFA website.